# Асирийски плен
Асирийският плен е принудително изселване на еврейско население от Палестина след завладяването на Израилското царство от Асирия през втората половина на VIII век пр.н.е. По-нататъшната съдба на изселените евреи, наричани Десет изгубени колена, е предмет на множество различни хипотези.
Депортацията обхваща 300-хилядно население от завладяното Израилско царство към Ниневия и северните и североизточни краища на Новоасирийското царство. На местото на това местно население било поселено друго, от други победени от асирийците страни.